# Миролюбов, Юрий Николаевич
Юрий Николаевич Миролюбов (8 мая 1967 — 8 апреля 2001) — Герой Советского Союза, старший водитель бронетранспортёра (БТР) 668-го отдельного отряда специального назначения 15-й отдельной бригады специального назначения Главного разведывательного управления Генерального штаба Вооружённых Сил СССР, дислоцированного близ города Бараки Барак — (Суфла), провинция Логар в составе 40-й Армии Краснознамённого Туркестанского военного округа Ограниченный контингент Советских войск в республике Афганистан, сержант.

## Биография
Родился 8 мая 1967 года в селе Рядовичи Шаблыкинского района Орловской области в крестьянской семье. Русский. В 1984 году окончил среднюю школу в посёлке Чистопольский Саратовской области, работал водителем в совхозе «Красное Знамя» Краснопартизанского района.
В Советской Армии с осени 1985 года. Службу проходил в составе ограниченного контингента советских войск в Афганистане. В одном из боёв был ранен, но остался в строю. На его боевом счету — 10 уничтоженных душманов.
Из наградного листа о присвоении звания Герой Советского Союза:
«Старший водитель БТР 15-й отдельной бригады спецназа кандидат в члены КПСС сержант Юрий Миролюбов отличился в боевой операции по уничтожению вражеского каравана: в ходе боя с группой бойцов обошёл ожесточенно сопротивлявшегося противника и атаковал его с тыла. В этом бою заменил раненого пулемётчика, нанёс большой урон боевикам и вынудил уцелевших душманов к сдаче в плен».
Указом Президиума Верховного Совета СССР от 5 мая 1988 года за мужество и героизм, проявленные при выполнении воинского долга, сержанту Миролюбову Юрию Николаевичу присвоено звание Героя Советского Союза с вручением ордена Ленина и медали «Золотая Звезда».
В 1987 году демобилизован. Работал водителем в совхозе. Жил в посёлке Чистопольский Краснопартизанского района Саратовской области. Пропал без вести в ноябре 2000 года. В апреле 2001 года его тело было обнаружено в поселковом пруду. Похоронен на кладбище посёлка Чистопольский.

## Награды
- Медаль «Золотая Звезда»;
- орден Ленина;
- медаль «За отвагу»;
- медаль «За боевые заслуги».